# رویال ایر کامبوج
رویال ایر کامبوج (به انگلیسی: Royal Air Cambodge) یک شرکت هواپیمایی با کد یاتا VJ است که در تاریخ ۱۹۵۶ میلادی تأسیس شده و در تاریخ ۱۶ اکتبر ۲۰۰۱ فعالیتش را آغاز کرده‌است. این شرکت هواپیمایی به ۱۳مقصد، پرواز مستقیم انجام می‌دهد.